# Charanyca fuscolimbata
Charanyca fuscolimbata là một loài bướm đêm trong họ Noctuidae.